# Schlotheimia congolensis
Schlotheimia congolensis är en bladmossart som beskrevs av Jules Cardot 1909. Schlotheimia congolensis ingår i släktet Schlotheimia och familjen Orthotrichaceae. Inga underarter finns listade i Catalogue of Life.